# آندژی ملچکو
آندژی ملچکو (لهستانی: Andrzej Mleczko؛ زادهٔ ۵ ژانویهٔ ۱۹۴۹) طراح پوستر و تبلیغات، نقاش، کاریکاتوریست، تصویرگر کتاب، و گرافیست اهل لهستان است. وی دانش‌آموختهٔ رشتهٔ معماری در دانشگاه فناوری تادئوش کوشچیوشکو است.
از فیلم‌هایی که او در آن‌ها بازی کرده، پسرها گریه نمی‌کنند قابل اشاره است.